# 4 Minutes (Madonna-dal)
A 4 Minutes Madonna amerikai énekesnő tizenegyedik stúdióalbumának, a Hard Candy-nek egyik dala és egyben vezető kislemeze. A dalban közreműködik Justin Timberlake amerikai énekes és Timbaland rapper is. A dalt az énekesnő mellett a két közreműködő, valamint Danja lemezproducer szerezte. A kislemez 2008. március 17-én jelent meg a Warner Bros. Records gondozásában, videóklipjét a londoni Black Island Studiosban forgatták, 2008. január 31. és február 2. között.

## Minősítések
| Ország                     | Minősítés  | Eladás     |
| -------------------------- | ---------- | ---------- |
| Ausztrália (ARIA)          | platina    | 70,000+    |
| Belgium (BEA)              | arany      | 25,000+    |
| Brazília (ABPD)            | platina    | 100,000+   |
| Dánia (IFPI)               | 2x platina | 30,000+    |
| Egyesült Királyság (BPI)   | arany      | 507,000+   |
| Egyesült Államok (RIAA)    | 2x platina | 3,000,000+ |
| Finnország (IFPI)          | platina    | 16,799+    |
| Japán (RIAJ)               | 2x arany   | 60,000+    |
| Mexikó (AMPROFON)          | platina    | 300,000+   |
| Németország (BVMI)         | 3x platina | 30,000+    |
| Norvégia (IFPI)            | platina    | 300,000+   |
| Spanyolország (PROMUSICAE) | 2x platina | 40,000+    |
| Svédország (GLF)           | platina    | 20,000+    |
| Új-Zéland (RIANZ)          | arany      | 7,500+     |